# TSSライク!
『TSSライク!』（ティーエスエス ライク!：ラテン文字表記：TSS Like!）は、テレビ新広島（TSS）で2021年2月22日から放送されている広島県向けの自社制作のローカルワイドニュース番組である。

## 概要
テレビ新広島新社屋放送開始日である2021年2月22日に番組開始。番組名が独自のものとなるのは『TSSワイドニュース』以来である。テロップのデザインとテーマ曲も独自のものに変更された。また2023年10月のリニューアル時に番組のロゴを変更している。
当日はTSSの番組『西村キャンプ場』とコラボし、『早朝から最高に無駄な生放送!西村キャンプ場』に衣笠と加藤と野川が出演し、『TSSライク!』スポーツコーナーに西村瑞樹（バイきんぐ）がコメンテーターとして出演した。
『TSS ライク!』のライクはSNSの「いいね!= Like」から名付けた ものであり、以下の5つのLを番組キーワードとしている。
- Live（生の）
- Local（地域）
- Life（くらし）
- Learn（学ぶ）
- Listen（聞く）

## 放送時間
平日
- 平日 15:42 - 19:00
2025年3月31日からは前週まで単独番組扱いとしていた『Live News イット!・第1部』を内包扱いにして15:42開始に変更。『旬感LIVE とれたてっ!』を飛び降りた後、15:42から3分間、広島のスタジオから当日の番組内容の紹介などを行う。予告の最後に「広島のスタジオはこの後、午後5時12分からお送りします」などと告げた後、15:45 - 17:12:30まで『Live News イット!・第1部』をオープニングからネットした後、『TSSライク!』のオープニングムービーを流して17:48までローカルニュースを放送。以降の進行は『TSSプライムニュース』時代（東京発のエンディングのネットを廃止した2020年9月28日以降）に準拠している。
- 特番などによる放送の休止・内容・日時・時間変更は以下の通り。
  - 2021年8月のお盆…本番組の17時台ローカルパートを休止、18時台に縮小の上、18:09の全国ニュース終了までは、フジテレビの『Live News イット!』を臨時同時ネットし、その後オープニングムービーを流して『TSSライク!』に切り替えた。なお、電子番組表では17:48を番組の区切りとした。
  - 2022年8月15日 - 19日…本番組を全編休止の上、フジテレビの『Live News イット!』を「まるっと!」の18:55まで臨時同時ネット。ローカルニュースは18:55 - 19:00に編成。
  - 2024年4月29日 -…『ゴールデン「サザエさん」ウィーク傑作選』（フジテレビ[3]制作、18:50 - 19:00）放送のため、10分短縮・繰り下げ[4][5][6]。

週末
- FNN TSS Live News イット!（番組表上の表記。実際の番組は改題なし）
土曜・日曜 17:30 - 18:00
17:30 - 17:46.40は『FNN Live News イット!』をネット。

## 出演者
MC
- 加藤雅也（2024年5月1日までは月 - 水曜。2024年5月6日から全日）[7]
  - 加藤・野川はメインMC担当外の日には、解説担当キャスター・フィールドアナウンサーとして出演する場合あり。
  - 野川は金曜は『ひろしま満点ママ!!』のコーナー「ちょこっとスポラバ」と掛け持ちで担当する場合あり。

フィールドキャスター
- 野川諭生（2024年5月2・3日までは木・金曜メインキャスター）[7]

サブキャスター
- 岡野唯（2024年4月 - 。2024年5月6日から正式に就任）

コメンテーター
- 月曜：山内泰幸（元広島東洋カープ投手・投手コーチ / TSS野球解説者）、新川美佐絵（JICA中国・市民参加協力課）
- 火曜：匹田篤（広島大学准教授）
- 水曜：吉中信人（広島大学大学院人間社会科学研究科教授）
- 木曜：木村文子 （陸上女子100mハードル元日本代表 / エディオン女子陸上部コーチ）
- 金曜：保井俊之（叡啓大学学部長・教授）、早田吉伸（叡啓大学教授（兼）県立広島大学大学院教授）

ライク!NewsFlash（広島ローカルニュース）
- 中西敦子
- 河野行恵（2021年7月24日から産休後、2023年4月復帰）
- 深井瞬（TSS自社制作のプロ野球中継がない時のみ）
- 梶谷羽奈（2022年6月から。2024年4月はサブキャスターを岡野と分担）
- 前田拓磨（2023年から）
- 辰已麗（2024年から）

※中西・梶谷・2023年9月以前の西山はシフトの都合により、同日の『ひろしま満点ママ!!』と掛け持ちで出演する場合があった。また休暇時には代理でMCを務めることがあった。
気象予報士
- 山本剛弘（元日本気象協会。2023年9月まで月 - 水曜。10月以降月・火曜）
- 田代香子（元広島ホームテレビアナウンサー。木・金曜）
- 青坂匠（テレビ新広島社員・元アナウンサー。2023年10月以降水曜を担当。過去には記者として出演）
  - 天気情報は通常時の17時台はニュースヘッドライン担当アナウンサーが屋上より、通常時の18時台およびプロ野球中継日の17時台は上記気象予報士が担当。

過去の出演者
- 市場里奈（2021年2月 - 2021年9月、お天気情報 / ライク!NewsFlash / フィールドアナウンサー / 代打MC）
- 藤岡佳子（2021年2月 - 2021年12月、木曜コメンテーター / 企業コンサルタント）
- 河口和也（金曜コメンテーター / 広島修道大学教授）
- 川村健一（コメンテーター / 広島経済大学名誉教授・不定期出演）
- 衣笠梨代（2021年2月22日 - 2023年9月29日、月 - 金曜MC）[7]
- 木村仁美（2021年8月 - 2023年6月。『ライク!NewsFlash』を担当）
- 西山穂乃加（月 - 金曜、2023年10月2日 - 2024年3月29日。それ以前にも『ライク!NewsFlash』を不定期で担当し、2021年8月10日は代理でMCを担当）
- 金田祐幸（フィールドアナウンサー・報道記者として出演）
- 安部友裕（木曜コメンテーター / 元広島東洋カープ選手）

## コーナー
- キキコミ（衣笠/加藤/野川）
- 特集more
- ライク!マーケット
- ライク!トーキング
- 週刊トレンド（ツートライブ→河野行恵→市場里奈→中西敦子）
- こだま＆ほのかのあっちこっちチッチキチー（大木こだま/西山）※『TSSプライムニュース』から継続
- Mining Furusato～ふるさと掘り起し～
- ライク!×ひろしま満点ママ!! みんなにエールがんばる広島人
- ツートライブの広島魂（ツートライブ）
- つぶやきベイビー
- ライク!スポーツ
- ニュースまるっと1週間（広島の出来事を一気に振り返り）
- Mebiusのとことん！ふるさと応援隊（Mebius）
- ツートライブの街角スクープ（ツートライブ）
- 木曜コーナー「覇気！安部友裕のツイセキ」（2022年12月8日 - 2025年3月27日）
- てっちゃん野川のローカル魂 てつたま（野川諭生）
- 金曜コーナー「恋乃葉の頂きマッスル!」（塚本恋乃葉、2024年1月5日 - 2024年9月27日）
- 金曜コーナー「恋乃葉の恋するバス散歩」（塚本恋乃葉、2024年10月11日 - 2025年3月21日）
- あの日の今日にずきゅん。（2025年3月31日 - ）
- 金曜コーナー「歴史にずきゅん。ひろしま棚さんぽ」（塚本恋乃葉、棚田徹、2025年4月4日 - ）

## 主題歌
- オープニングテーマ：bohemianvoodoo & fox capture plan「Golden Forest」（- 2023年9月）→マカロニえんぴつ「レモンパイ」（2023年10月 - ）→マカロニえんぴつ 「ブルーベリー・ナイツ」（2024年4月 - ）→Saucy Dog「あぁ、もう。」（2025年4月 - ）
- ライク!NewsFlashテーマ：bohemianvoodoo & fox capture plan「Acceleration」（ - 2021年度）→Fox capture plan「疾走する閃光」（2022年度 - ）
- ライク!スポーツ（カープ）：ソノダバンド「Soul River_2010」
- ライク!スポーツ（サンフレッチェ）：JABBERLOOP「イナズマ」
- 気象情報：Schroeder-Headz「Horizon」
- ニュースまるっと一週間：Fox capture plan「PRDR」
- エンディングテーマ：Schroeder-Headz「ハルシュラ」→フジファブリック「 若者のすべて」→マカロニえんぴつ「リンジュー・ラヴ」（2024年4月 - ）→Mrs. GREEN APPLE「庶幾の唄」（2025年4月）→Mrs. GREEN APPLE 「Doodle」（2025年5月）→Mrs. GREEN APPLE「UMBRELLA」（2025年6月）

## tss歴代の夕方ニュース
- tssローカルニュース（1975年10月1日開局 - 1981年4月3日、平日）
- こんばんは!tss6:30 （1981年4月6日 - 1984年9月28日、平日）
- tssワイドニュース（1984年10月1日 - 1987年10月4日）
- tssスーパータイム（1987年10月5日 - 1997年3月30日）
- tssザ・ヒューマン（1997年3月31日 - 1998年3月29日）
- tssスーパーニュース FNN（1998年3月30日 - 2015年3月29日）
- tss みんなのテレビ（2015年3月30日 - 2018年3月30日）
- tssプライムニュース（2018年4月2日 - 2021年2月19日）